# Pedro Giannini
Pietro Giannini, hispanizado Pedro Giannini (Pescia, Pistoia, c. 1740-¿1810?) fue un matemático y meteorólogo italiano de la segunda mitad del siglo XVIII que trabajó en España.

## Biografía
Poco se sabe sobre él; debió estudiar en algún seminario porque le llamaban abate, aunque al parecer no llegó a ordenarse. Fue discípulo del jesuita Vincenzo Riccati, quien lo animó a publicar su primer libro, Opuscula Mathematica (Parma, 1773). Contiene tres trabajos: “De Hydraulica”, “De cycloide contracta ac protracta” y “De sectione determinata”. Demuestra conocer los trabajos de Johann Bernoulli, Newton, Galileo, Torricelli, Pascal, Huygens y Euler y un gran dominio del cálculo diferencial. En el tercer trabajo intenta reconstruir el libro Secciones Determinadas de Apolonio de Perge.
Llegó a España en diciembre de 1774; lo había llamado el recién nombrado Inspector general de artillería y Director del Real Colegio de Artillería de Segovia (fundado en 1764), conde Félix Gazzola, con el deseo de modernizar la preparación científica de sus oficiales. En este Real Colegio permaneció Giannini veinticinco años. También de origen italiano, Gazzola había buscado en su país profesores que sustituyeran a los recién expulsados jesuitas. Por recomendación del marqués de Viviani, ministro plenipotenciario de Su Majestad en la Corte del Gran Duque de Toscana, descubrió a Giannini, que acababa de publicar en Parma sus Opuscula Matemática y era socio de la Academia de Ciencias del Instituto de Bolonia.
Hasta octubre de 1777 no aparece como primer profesor en las actas del colegio y ya era bibliotecario del mismo. Quintuplicó el número de volúmenes de la Biblioteca hasta dos mil quinientos volúmenes; elaboró además cuatro catálogos manuscritos de la misma. Para las clases escribió y publicó desde 1779 un Curso Matemático en cuatro volúmenes (el último publicado en 1803) que completó con sus Practicas de Geometría y Trigonometría con las tablas de Logaritmos; estos libros de texto se usaron hasta la Guerra de la Independencia. El tomo primero del Curso es en realidad una traducción modernizada de los Elementos de Euclides. El nivel de exigencia era tan alto que hubo pobres resultados académicos; Giannini fue el único en defender un nivel de enseñanza uniforme como el de las escuelas de artillería francesas e inglesas. También anduvo involucrado en la Sociedad Económica de Amigos del País junto a otros profesores del Real Colegio, asesorando a la Sociedad en la creación de una Escuela de Dibujo. Sobre todo ayudó a Vicente Alcalá Galiano, artillero y secretario de la Sociedad, a desarrollar experimentos sobre la electricidad médica y en crear en Segovia un centro coordinador de observadores meteorológicos a nivel nacional, que incardinara a España en la red europea que se había promovido desde la Sociedad Palatina de Mannheim, para lo que los conocimientos y contactos de Giannini en Europa fueron decisivos.

## Obras
- Opuscula Mathematica dedicata regiae celsitudine Petri Leopoldi Archiducis Austriae, Principis Realis Hungriae ac Bohemiae Magnis Ducis Heturiae. Parmae ex Typographia Regia, 1773.
- Curso Matematico para la enseñanza de los caballeros cadetes del Real Colegio Militar de Artillería. Por Don Pedro Giannini, Profesor Primero de dicho Colegio, Socio de la Academia del Instituto de Bolonia & c. Tomo I Madrid MDCCLXXIX. Por D. Joachin Ibarra, Impresor de Cámara de S.M. y de dicho Real Colegio Militar. 2.ª edición Valladolid, 1803, Aramburu y Roldán
  - Curso Matemático [...] Tomo II, Segovia, MDCCLXXXII. En la oficina de Don Antonio de Espinosa.
  - Curso Matemático [...] Tomo III, Segovia, MDCCXCV. En la Oficina de Don Antonio de Espinosa.
  - Curso Matemático [...] Tomo IV, Valladolid, M.DCCCIII. En la imprenta del Real Acuerdo y Chancillería, por Arámburu y Roldán.
- Practicas de Geometría y Trigonometría con las tablas de Logaritmos de los números naturales hasta 20.000, de los Senos, Cosenos & c. artificiales de todos los minutos de un Quadrante de Circulo, de los Pesos, Medidas y Millas de las Ciudades principales, & c. Para la enseñanza de los caballeros cadetes del Real Colegio Militar de Artillería. Por Don Pedro Giannini, Profesor primero de dicho Colegio, Socio de la Academia del Instituto de Bolonia & c. Segovia MDCCLXXXIV En la oficina de Don Antonio Espinosa.
- Opúsculos matemáticos que contienen: I. Las demostraciones de las principales propiedades de la Cisoide II. La solucion analítica de un Problema de Mecánica III. Una nueva especie de Trayectorias... Por D. Pedro Giannini Profesor Primero del Real Colegio de Caballeros Cadetes de Artillería, Socio de la Academia del Instituto de Bolonia & c. En Segovia en la imprenta de D. Antonio Espinosa. Año 1780.